# Donatella Linguiti
Donatella Linguiti (Napoli, 30 novembre 1953) è una politica italiana.

## Biografia
Laureata in economia all'Università di Urbino nel 1976 e residente ad Ancona dal 1967, ha lavorato presso il Centro Italiano Educazione Permanente di Falconara ed è stata successivamente docente universitaria di discipline aziendali. Fondatrice e collaboratrice di numerose associazioni culturali e professionali.
Esponente di Rifondazione Comunista fin dal 1991, assunse all'interno del PRC incarichi dirigenziali a livello provinciale, regionale e nazionale, diventando membro del Comitato politico Nazionale dal 1997. Inoltre è stata per assessore provinciale ad Ancona (dal 1999) con deleghe per i lavori pubblici e alle pari opportunità. Ha fatto parte del direttivo del Parco regionale del Conero dal 2002 al 2004. 
Dal 18 maggio del 2006 all'8 maggio 2008 ha fatto parte del secondo governo Prodi in qualità di sottosegretario alle Pari Opportunità.
Nel 2011 si è iscritta al Partito Democratico.